# Эмпайр
«Эмпайр» (англ. Empire) — чёрно-белый немой фильм Энди Уорхола, посвящённый небоскрёбу Эмпайр-стэйт-билдинг.
Фильм снят единым дублем без монтажной склейки и представляет собой фиксированный план, направленный на Эмпайр-стэйт-билдинг.

## История создания
В июле 1964 года Энди Уорхол с друзьями поднялись на 44-й этаж небоскрёба Time Life Building, установили камеру и в течение 6 часов 40 минут снимали находящийся напротив Эмпайр-стейт-билдинг — самое высокое в тот момент здание в мире.
Из-за того, что фильм был снят со скоростью 24 кадра в секунду, а показан со скоростью 16 кадров в секунду, его длительность растягивается до 8 часов 5 минут. Многочисленные «короткие» версии фильма никогда не были признаны автором.
Во время фильма камера неподвижна, в кадре не происходит практически ничего: над городом опускается ночь, зажигаются огни, время от времени в оконном стекле можно заметить отражение фигуры Энди Уорхола или одного из его друзей, иногда пролетают самолёты.

## Культурная ценность
Многие поклонники Энди Уорхола высказывались в защиту фильма, утверждая, что он подчёркивает пустоту и занудность множества выходящих в мире игровых фильмов. Сам Уорхол скептически относился к такому трактованию, определяя свой фильм как «самый длинный фильм в истории человечества».
В 2004 году фильм признан исторически, культурно и эстетически значимым и внесён в Национальный реестр фильмов Библиотеки Конгресса США.

## Интересные факты
- Когда у Уорхола спросили, почему он сделал такой странный экспериментальный фильм, он ответил очень просто: «Посмотреть, как течёт время»[2].
- Картина снималась с 25 по 26 июля 1964 года, с 20:06 до 02:42, в офисе Rockefeller Foundation на 44 этаже Time-Life Building, в 16 кварталах от самого здания.
- В связи с неординарностью фильма он использовался не для домашнего просмотра, а лишь как музейный экспонат на передвижных киновыставках.